# Krautheim, Thüringen
Krautheim är en ortsteil i staden Am Ettersberg i Landkreis Weimarer Land i förbundslandet Thüringen i Tyskland. Krautheim var en kommun fram till den 1 januari 2019 när den uppgick i Am Ettersberg. Kommunen Krautheim hade 499 invånare 2018.